# Hydraena aethaliensis
Hydraena aethaliensis är en skalbaggsart som beskrevs av Breit 1917. Hydraena aethaliensis ingår i släktet Hydraena och familjen vattenbrynsbaggar. Inga underarter finns listade i Catalogue of Life.